# Даніель Діхес
Даніель Діхес (daˈnjel ˈdiɣes, 17 січня 1981, Алькала-де-Енарес, Мадрид) — іспанський актор та співак. Учасник від Іспанії на пісенному конкурсі Євробачення 2010 в Осло із піснею «Algo pequeñito».

## Творча біографія
Виконавець Даніель Діхес народився 17 січня 1981 року в Алькала-де-Енарес. Вивчав театральне мистецтво в «Estudio de Actores», навчальному центрі «Gina Piccirill» та музичному театрі «Memory», а також закінчив курси з Фернандо Піернасом, Емілією Мазер, Рене Перейра і Євою Лесмес.
Почав свою кар'єру в театрі TELA у рідному місті, також в успіху йому допомогли зйомки в телевізійних рекламах. Знімався у дитячій програмі «Club Megatrix» (1995) та молодіжному серіалі «Nada es para siempre», в якому виконав роль Гато (понад 275 серій, 1999—2000). Крім цього, він взяв участь у популярних шоу «Ana y los siete», «Hospital Central» і «Aqui no hay quien viva», а також в програмі «Max Cla» (2004). У 2005 році знявся в телесеріалі «Agitacion + IVA», а пізніше повернувся в театр, де грав у постановках «En tu fiesta me cole» і «Hoy no me puedo levantar».
У 2007 році зіграв персонажа Галілео в мюзиклі за піснями групи Queen «We Will Rock You». У 2008 році виконав роль Троя в «High School Musical». Нині грає роль Sky в мюзиклі «Mamma Mia!» і працює над дебютним альбомом. У 2009 році він отримав Національну театральну премію за найкращу чоловічу роль в мюзиклі.
У 2010 році за результатами національного відбору обраний представляти Іспанію на конкурсі Євробачення з піснею «Algo pequeñito». Оскільки Іспанія — одна з країн-засновниць конкурсу, автоматично вийшов у фінал.